# Лука Дото
Лука Дото (итал. Luca Dotto; Кампосампјеро, 18. април 1990) италијански је пливач чија специјалност су спринтерске трке слободним стилом. Италијански је рекордер у трци на 100 метара слободним стилом и први италијански пливач који је ту деоницу испливао за мање од 48 секунди (47,96 секунди).

## Каријера
Дото је почео да тренира пливање још као петогодишњи дечак, а са такмичењима на националном нивоу започео је током 2005. године када је учестовао на првенству Италије за дечаке до 15. година старости. На међународној сцени дебитовао је на Европском јуниорском првенству 2007. у белгијском Антверпену где је успео да освоји своју прву медаљу, бронзу у трци на 50 метара слободним стилом. Већ наредне године на јуниорском првенству у српском Београду у истој дисциплини осваја титулу европског првака, а финалну трку је испливао у времену од 22,36 секунди.
У сениорској конкуренцији дебитовао је на европском првенству у Будимпешти 2010. године на ком је успео да се пласира у финала све три дисциплине у којима се такмичио, а најбољи појединачни резултат му је било пето место у трци на 50 метара слободним стилом коју је испливао у времену од 22,14 секунди. На свом првом наступу на светским првенствима, у Шангају 2011. освојио је и своју прву медаљу, сребро у трци на 50 метара слободно коју је препливао у времену новог личног рекорда од 22,04 секунди. На истом првенству ушао је и у финале трке на 100 слободно где је, такође уз лични рекорд, на крају заузео 7. место.
Године 2012. дебитовао је и на олимпијским играма, међутим у својој примарној дисциплини на 50 слободно заустављен је на 13. месту полуфиналне трке. На дупло дужој деоници није успео ни да прође квалификације.
На националном првенству у априлу 2016. успео је да постави нови национални рекорд у трци на 100 метара слободним стилом са временом од 47,96 секунди, поставши тако првим италијанским пливачем који је ту деоницу испливао за мање од 48 секунди. У мају исте године, на европском првенству у Лондону, осваја чак 4 медаље, а нејвреднија међу њима је била титула европског првака у дисциплини 100 метара слободним стилом. Исте године успешно је испливао и олимпијске квалификационе норме, али у Рију поново није успео да се квалификује за финале ни једне од дисциплина у којима је учестовао.
На светском првенству у Будимпешти 2017. најбоље резултате остварио је у штафетним тркама 4×100 слободно микс са петим, и у штафети 4×200 слободно са шестим местом. У трци на 50 слободно био је 11. у полуфиналу са временом од 21,92 секунди, док је трку на 100 слободно у квалификацијама отпливао знатно лошије од свог личног рекорда и заузео је тек 22. место и није се пласирао у полуфинале.